# Cantonul Moisdon-la-Rivière
Cantonul Moisdon-la-Rivière este un canton din arondismentul Châteaubriant, departamentul Loire-Atlantique, regiunea Pays de la Loire, Franța.

## Comune
- Grand-Auverné
- Issé
- Louisfert
- La Meilleraye-de-Bretagne
- Moisdon-la-Rivière (reședință)